# Alegoría del verdadero amor

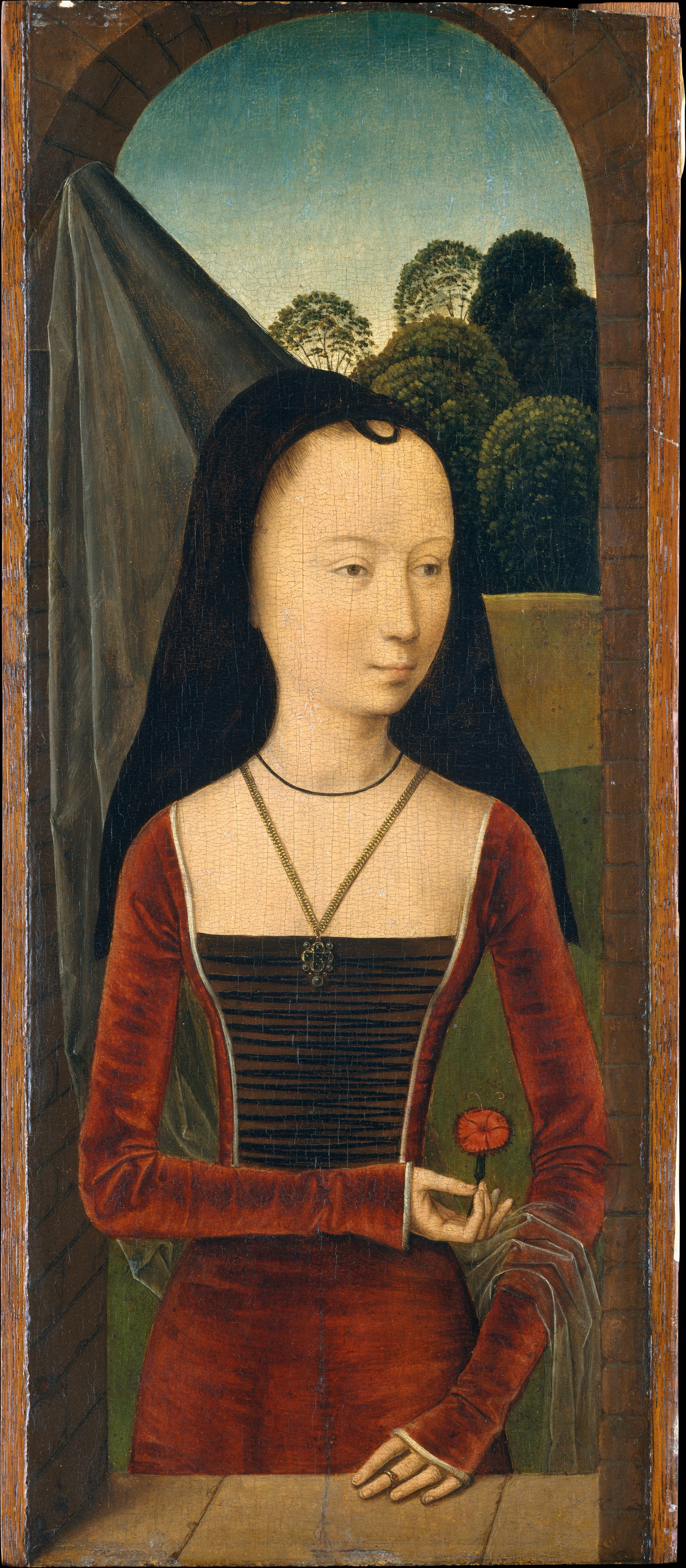
Retrato de una joven con rosa, 43.2 cm x 18.7 cm; Museo Metropolitano de Arte, en Nueva York.

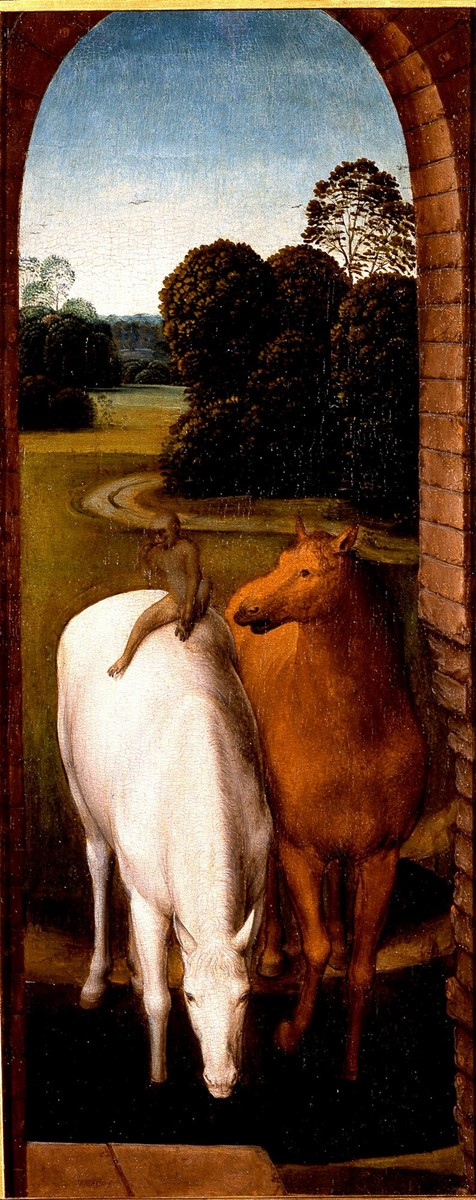
Dos caballos y un mono, 43.00 cm x 17.00 cm; Museo Boijmans Van Beuningen, en Róterdam.

La Alegoría del verdadero amor son una pareja de pequeñas tablas pintadas al óleo por el maestro del primitivo flamenco Hans Memling, hacia 1485-1490. Originalmente formaron un díptico alegórico, que posteriormente fue separado, conservándose una en el Museo Metropolitano de Arte de Nueva York, y la otra en el Museo Boijmans Van Beuningen en Róterdam.
La finura de las tablas hace suponer que también estuvieron pintadas por el exterior, paneles que fueron posteriormente extraídos para ser vendidos aparte. Tales mutilaciones, al igual que la separación de dípticos, trípticos y polípticos, o el recorte de partes de obras grandes, fueron comunes en el mercado del arte en los siglos XVII y XVIII para disponer así de mayor cantidad de material en venta que con la obra tal como fue concebida originalmente.
Algunos expertos negaban que ambas tablas pertenecieran a la misma obra, pero su similar tamaño, el significado alegórico y la continuidad en los medios arcos arquitectónicos que las enmarcan y el paisaje de fondo sugieren lo contrario. El punto de fuga justo en la separación entre ambas, indica que fueron concebidas como un todo y se hallaban una al lado de la otra, descartando también que se tratara de un tríptico con un retrato masculino a la derecha, como también se ha apuntado.
A la izquierda, una hermosa jovencita a la moda de la corte borgoñona, con hennin negro alto y apuntado, y vestido de terciopelo rojo y amplio escote rectangular, muestra una rosa en la mano, símbolo del amor, hacia el otro panel. En él aparecen dos caballos, otro símbolo de amor, uno blanco que se inclina para beber con un mono sobre el lomo, y otro marrón que vuelve la cabeza hacia ella. El blanco simboliza la lujuria (el mono) y el egoísmo (solo atiende a abrevar) del mal enamorado que solo se preocupa en satisfacer sus instintos, mientras el marrón simboliza la mirada fiel y generosa del buen amador, todo ello dentro de la cultura e ideal del amor cortés.